# Christian Rayer
Christian Rayer, né le 14 décembre 1945  à Chaville dans les Hauts-de-Seine (France), est un pilote professionnel de motos, également chef d'entreprises.

## Biographie
Six fois champion de France de Trial, il participe à la création de la première moto de Trial compétition « Cota 247 » chez Montesa Espagne, il remporte avec trois trophées aux Six jours d'Écosse.
Ensuite contacté par la firme Yamaha au Japon, il va participer à la création de la première moto Trial compétition de la marque en 1971 la « TY 250 »,. Créateur du magasin Motos 92 à Chaville, il va également mettre au point de nouvelles motorisations pour les motos (TY 350, XT 600, TY 239, MX 175, MX 200).
Créateur également de la première école de pilotage tout-terrain à Paris, il va ensuite participer aux premiers Paris-Dakar dans l'équipe officielle Yamaha avec Jean-Claude Olivier, remportant de nombreuses victoires d'étapes sans jamais réussir à remporter cette course. Il participe aux premiers Enduros du Touquet dans l'équipe Yamaha, et terminera second sur mille partants en 1977.
Fervent pratiquant de vol libre et plus tard de parapente, il s'intéresse et pratique l'ULM en France dès 1977. Chasseur et plongeur sous-marin (confirmé 2 étoiles) à travers le monde, il deviendra skipper professionnel de voiliers de grande croisières pendant plusieurs années. Il a écrit son autobiographie Le parfum de l'au-delà, disponible chez Libra-moto.